# مرکز تجارت جهانی کلمبو
مرکز تجارت جهانی کلمبو (به لاتین: World Trade Center Colombo) یک ساختمان بلندمرتبه در سری‌لانکا است که در ناحیه کلمبو واقع شده‌است.